# Albert Larsen
Albert Julius Martin Larsen, född 9 maj 1885 i Köpenhamn, död 1957 i Ystad, var en dansk-svensk målare och grafiker. 
Han var son till Alfred Larsen och Julie Heinemeier och från 1928 gift med Vanja Elisabet Svensson. Larsen studerade konst för Viggo Johansen vid den danska konstakademien i Köpenhamn och under studieresor till Tyskland, Österrike och Italien. Han bosatte sig först i Norge där han var verksam, under fyra år men flyttade i mitten av 1920-talet till Ystad. Separat ställde han ut i Ystad och han medverkade i bland annat den svensk-danska utställningen i Köpenhamn 1942. Hans konst består av porträtt, blomstermotiv och landskap där han har skildrat Ystad och dess omnejd i alla årstider samt träsnitt. Larsen är representerad med åtskilliga arbeten i Ystads konstmuseum och med träsnitt vid British museum och Victoria and Albert Museum i London.